# 誹謗
誹謗（ひぼう）は、かつて中国にあった犯罪で、王や皇帝の悪口をいうことである。何が誹謗になるかの基準は明らかではなく、広く政治批判を罰するために用いられた。

## 伝説上の誹謗の木
伝説上の堯帝は、道に誹謗の木を立て、人々に政治に対する不満を書かせたと言われる。諫言をよく入れて政治の過ちをただしたという。

## 秦
誹謗が罪とされたのがいつかはわからない。春秋時代に王侯の権威は絶対でなく、政治の過ちを批判するのは当然とする考えもあった。
しかし、秦の末期には誹謗が重罪とされていた。
始皇帝の死後に趙高が作った偽の勅書は、始皇帝の子、扶蘇が始皇帝を誹謗したことを責めて自殺するよう命じた。
二世皇帝は、「群臣が諫めれば、これを誹謗とした」。秦を滅ぼした劉邦は、秦の苛政を「誹謗する者は族」と形容し、「法は三章のみ」と宣言した
。

## 前漢
法を簡略にしたのは一時で、前漢は基本的に秦の律を継承した。誹謗も復活した。
文帝2年（紀元前178年）に誹謗・妖言の罪を除いた。文帝は、いにしえの誹謗の木に触れるとともに、法律の知識がない庶民が官に苦情を申し立てるときに、言いすぎて死罪になることが多いと指摘した。
それでも誹謗によって罪とされる人はなくならなかった。たとえば厳延年は、太守や丞相・御史を陰で悪く言っていたため、政治を非謗して不道とされ、棄市（斬首してさらし首）になった。史書には他にも誹謗や妖言をなしたことが不道だと弾劾された者が複数載っている。不道は、明示的に禁止する法律はないが悪質性が高い行為を、事後的に罰するために設けられた罪と推定されている。誹謗罪がなくなっても、誹謗を理由に不道罪が適用され、依然として刑罰の対象になったのである。
哀帝は綏和2年（紀元前7年）に「誹謗詆欺法」を除いた。文帝による廃止と二重になっているが、その意味は明らかではない。
総じて前漢では、皇帝に背くのは重罪であるという考えと、諫言を塞ぐのは良くないという考えがせめぎあっており、時とともに、減刑されて死罪を免れることが普通になった。